# Insuficiência adrenal
Insuficiência adrenal ou insuficiência suprarrenal é uma síndrome endócrina definida como déficit de produção, pelas glândulas suprarrenais, do hormônio cortisol, que é o principal glicocorticoide em humanos As glândulas suprarrenais produzem diversos hormônios, a saber:
- cortisol, hormônio glucocorticoide ;
- aldosterona, hormônio mineralocorticoide ;
- andrógenos, hormônios secretados em pequena quantidade pelas suprarrenais.

## Insuficiência adrenal primária
A insuficiência adrenal primária (por destruição  das glândulas suprarrenais) também é conhecida como doença de Addison. 
Nesta situação, como o problema está na glândula em si, a secreção dos três tipos de hormônios se reduz. O déficit de cortisol faz com que a secreção de ACTH hipofisária aumente em uma tentativa infrutífera de aumentar o cortisol. Assim, a proopiomelanocortina (POMC), polipeptídeo precursor do ACTH) é secretada em maior quantidade. Além de precursor do ACTH, a POMC é precursora do MSH (hormônio estimulador de melanócitos), o que provoca  melanodermia (aumento significativo de melanina na pele, com o decorrente  escurecimento da pele, em determinadas áreas).

## Insuficiência adrenal secundária
A queda da atividade do eixo hipotalamo-hipofisário por qualquer motivo pode provocar um déficit de ACTH e, portanto, uma insuficiência secundária da produção de cortisol. Nesse caso, a glândula suprarrenal é normal, e a produção de aldosterona não é afetada (pois ela não depende da  hipófise, mas do sistema renina-angiotensina).
Pode-se também observar uma insuficiência secundária na  produção de cortisol em razão da ingesta prolongada de corticoides, que suprimem a produção de ACTH. Para a produção eficiente de cortisol é preciso que haja secreção de  ACTH. 
Tumores de hipófise, cirurgias hipofisárias  e a radioterapia cerebral, assim como a ingesta crônica de fármacos contendo corticoides  (em comprimidos, gotas, cremes ou soluções por via nasal) e a suspensão abrupta  dessas medicações,  podem produzir deficiência de ACTH e, portanto, insuficiência suprarrenal secundária.

## Sintomas
Os sintomas são ligados ao déficit de cortisol e aldosterona, provocando fuga de água e sal pelos rins, e incluem notadamente:
- astenia, emagrecimento, anorexia, ligados ao déficit de cortisol;
- hipotensão arterial  ou hipotensão ortostática;
- náuseas, vômitos, diarreias;
- hiponatremia, hipercalemia (na forma primária), acidose metabólica moderada (ligadas ao déficit de aldosterona), hemoconcentração, hipoglicemia (ligadas ao déficit de cortisol).